# Zeta2 Antliae
Zeta2 Antliae é uma estrela na constelação de Antlia. Com uma magnitude aparente de 5,91, é uma estrela pouco brilhante visível a olho nu apenas em condições de visualização muito boas. Medições de paralaxe indicam que está a uma distância de aproximadamente 380 anos-luz (118 parsecs) da Terra. Tem uma magnitude absoluta de +0,44.
Zeta2 Antliae tem uma classificação estelar de A9 IV, em que a classe de luminosidade IV indica que é uma estrela subgigante que está evoluindo da sequência principal conforme consome todo o hidrogênio de seu núcleo. É também uma estrela Am, o que indica que é uma estrela quimicamente peculiar que apresenta fortes linhas metálicas em seu espectro.